# Greg Foster (baloncestista)
Gregory Clinton Foster (Oackland, California, 3 de octubre de 1968) es un exjugador y entrenador de baloncesto estadounidense que disputó 13 temporadas de la NBA en 9 equipos diferentes. Con 2,11 metros de altura, jugaba en la posición de ala-pívot. Fue campeón de la NBA en la temporada 2000-01 con Los Angeles Lakers.

## Trayectoria deportiva

### Universidad
Comenzó su andadura universitaria en la Universidad de California Los Ángeles, la popular UCLA, donde jugó sus dos primeras temporadas, coincidiendo en el equipo con Reggie Miller, pero su falta de oportunidades le hicieron ser transferido a la Universidad de Texas-El Paso, donde en su año júnior coincidió con dos futuras estrellas de la NBA, Tim Hardaway y Antonio Davis, con los que ganó ese año el título de la Western Athletic Conference. En su temporada sénior logró sus mejores registros, promediando 15,0 puntos y 6,3 rebotes por partido, repitiendo título de la WAC.
En el total de su carrera universitaria promedió 8,2 puntos y 5,2 rebotes por partido. Antes de la celebración de Draft de la NBA, Foster llegó a jugar en la Liga ACB con el Club Baloncesto Breogán, donde promedió 17,7 puntos y 10 rebotes por encuentro.

### Profesional
Fue elegido en la trigesimoquinta posición del Draft de la NBA de 1990 por Washington Bullets, equipo con el que firmó contrato, y donde disputó sus dos primeras temporadas. Fue desde el primer momento un jugador de banquillo, algo que no variaría a lo largo de su dilatada carrera. Poco después de comenzar la temporada 1992-93 fue cortado por el equipo, convirtiéndose en agente libre. 15 días después de quedarse en el paro, fue contratado por Atlanta Hawks, donde pasó a ser el tercer ala-pívot del equipo, por detrás de Kevin Willis y Jon Koncak, jugando apenas 6 minutos por noche en los 33 partidos que disputó en Atlanta.
Al año siguiente fue cortado por los Hawks poco antes de comenzar la temporada, fichando por Milwaukee Bucks, donde apenas disputó 3 partidos antes de verse de nuevo en la calle, no volviendo a aparecer en la liga durante toda la sesión. En 1994 ficha por Chicago Bulls, pero únicamente disputa 17 partidos antes de ser nuevamente despedido. Cuatro días después, ya tenía nuevo equipo, los Minnesota Timberwolves, donde jugó el resto de la temporada.
En la temporada 1995-96 ficha por Utah Jazz, donde por fin lograría una estabilidad que hasta ese momento no había tenido. Con el equipo mormón disputó 4 temporadas, siendo en su primer año el tercer pívot del equipo, tras Felton Spencer y Greg Ostertag, promediando 3,8 puntos y 2,4 rebotes en 11 minutos por partido. Al año siguiente formó una poderosa tripleta de pívots junto a Greg Ostertag y Antoine Carr, ayudando a su equipo a acabar con 64 victorias en la temporada regular, primeros de la División Medio Oeste. Promedió 3,5 puntos y 2,4 rebotes por encuentro, pero acabó la fase regular muy fuerte, haciendo 6,5 puntos en sus 11 últimos partidos. Llegó con los Jazz a las Finales de la NBA, jugando el mejor partido de su carrera cuando su equipo más lo necesitaba, tras empezar perdiendo los dos primeros partidos. En el tercero, Foster consiguió 17 puntos y 6 rebotes, el segundo máximo anotador tras Karl Malone, ayudando a su equipo a ponerse 2-1 en las finales. A pesar de ello su equipo acabaría perdiendo 4-2 ante los Bulls de Michael Jordan.
Al año siguiente se repetiría la historia, con los Jazz accediendo de nuevo a las Finales, cayendo derrotados por idéntico marcador otra vez ante los Bulls. Foster jugó ese año 49 de los 78 partidos que disputó como titular, logrando sus mejores estadísticas de su carrera profesional, con 5,7 puntos y 3,5 rebotes por partido. Jugó un año más en Utah, perdiéndose media temporada por lesión.
En 1999 ficha por Seattle Supersonics, donde cuenta con muy pocas posibilidades de juego, y al año siguiente recala en Los Angeles Lakers, equipo con el que llega a las Finales y con el que gana el que a la postre sería su único título de campeón, aunque únicamente disputó 3 minutos en las series finales.
Jugó durante dos temporadas más en la liga profesional, de nuevo en los Bucks y su último año en Toronto Raptors, pero disputando únicamente un total de 35 partidos entre las dos temporadas. Se retiró a finales de la temporada 2002-03, con 34 años de edad. En el total de su trayectoria profesional promedió 3,9 puntos y 2,6 rebotes por partido.

### Entrenador
[actualizar]

## Estadísticas de su carrera en la NBA

### Temporada regular
| Temp.   | Edad | Equipo     | Liga | P   | TIT | MIN  | TC  | TCA | %TC  | 3P  | 3PA | %3P  | TL  | TLA | %TL   | R.OF. | R.DEF. | REB | ASIS | ROB | TAP | PER | FP  | PTS |
| 1990-91 | 22   | Washington | NBA  | 54  | 3   | 11.2 | 1.8 | 3.9 | .460 | 0.0 | 0.1 | .000 | 0.8 | 1.1 | .689  | 1.0   | 1.8    | 2.8 | 0.7  | 0.2 | 0.4 | 0.8 | 2.1 | 4.4 |
| 1991-92 | 23   | Washington | NBA  | 49  | 3   | 11.2 | 1.8 | 3.9 | .461 | 0.0 | 0.0 | .000 | 0.7 | 1.0 | .714  | 0.9   | 2.1    | 3.0 | 0.7  | 0.1 | 0.2 | 0.7 | 1.7 | 4.3 |
| 1992-93 | 24   | TOTAL      | NBA  | 43  | 0   | 6.9  | 1.3 | 2.8 | .458 | 0.0 | 0.1 | .000 | 0.3 | 0.5 | .714  | 0.7   | 1.2    | 1.9 | 0.5  | 0.1 | 0.3 | 0.6 | 1.3 | 2.9 |
| 1992-93 | 24   | Washington | NBA  | 10  | 0   | 9.3  | 1.1 | 2.5 | .440 | 0.0 | 0.0 |      | 0.2 | 0.3 | .667  | 0.8   | 1.9    | 2.7 | 1.1  | 0.0 | 0.5 | 0.9 | 1.7 | 2.4 |
| 1992-93 | 24   | Atlanta    | NBA  | 33  | 0   | 6.2  | 1.3 | 2.9 | .463 | 0.0 | 0.1 | .000 | 0.4 | 0.5 | .722  | 0.7   | 1.0    | 1.7 | 0.3  | 0.1 | 0.3 | 0.5 | 1.2 | 3.1 |
| 1993-94 | 25   | Milwaukee  | NBA  | 3   | 0   | 6.3  | 1.3 | 2.3 | .571 | 0.0 | 0.0 |      | 0.7 | 0.7 | 1.000 | 0.0   | 1.0    | 1.0 | 0.0  | 0.0 | 0.3 | 0.3 | 1.0 | 3.3 |
| 1994-95 | 26   | TOTAL      | NBA  | 78  | 3   | 14.7 | 1.9 | 4.1 | .472 | 0.1 | 0.3 | .304 | 1.0 | 1.4 | .703  | 1.1   | 2.2    | 3.3 | 0.5  | 0.2 | 0.4 | 0.9 | 2.3 | 4.9 |
| 1994-95 | 26   | Chicago    | NBA  | 17  | 3   | 17.6 | 2.4 | 5.1 | .477 | 0.0 | 0.0 |      | 1.3 | 1.8 | .710  | 1.1   | 2.1    | 3.2 | 0.9  | 0.1 | 0.5 | 1.0 | 3.2 | 6.1 |
| 1994-95 | 26   | Minnesota  | NBA  | 61  | 0   | 13.9 | 1.8 | 3.8 | .470 | 0.1 | 0.4 | .304 | 0.9 | 1.3 | .700  | 1.1   | 2.3    | 3.4 | 0.4  | 0.2 | 0.3 | 0.9 | 2.1 | 4.6 |
| 1995-96 | 27   | Utah       | NBA  | 73  | 2   | 11.0 | 1.5 | 3.3 | .439 | 0.0 | 0.1 | .125 | 0.8 | 1.0 | .847  | 0.7   | 1.7    | 2.4 | 0.3  | 0.1 | 0.3 | 0.8 | 1.6 | 3.8 |
| 1996-97 | 28   | Utah       | NBA  | 79  | 12  | 11.6 | 1.4 | 3.1 | .453 | 0.0 | 0.0 | .667 | 0.7 | 0.8 | .831  | 0.7   | 1.7    | 2.4 | 0.4  | 0.1 | 0.3 | 0.7 | 1.8 | 3.5 |
| 1997-98 | 29   | Utah       | NBA  | 78  | 49  | 18.5 | 2.4 | 5.4 | .445 | 0.0 | 0.1 | .222 | 0.9 | 1.1 | .770  | 1.1   | 2.4    | 3.5 | 0.7  | 0.2 | 0.4 | 0.9 | 2.4 | 5.7 |
| 1998-99 | 30   | Utah       | NBA  | 42  | 1   | 10.9 | 1.2 | 3.3 | .377 | 0.0 | 0.1 | .250 | 0.3 | 0.5 | .619  | 0.7   | 1.3    | 2.0 | 0.6  | 0.1 | 0.2 | 0.6 | 1.5 | 2.8 |
| 1999-00 | 31   | Seattle    | NBA  | 60  | 5   | 12.0 | 1.5 | 3.7 | .406 | 0.1 | 0.3 | .200 | 0.3 | 0.5 | .643  | 0.3   | 1.5    | 1.8 | 0.7  | 0.2 | 0.3 | 0.5 | 1.8 | 3.4 |
| 2000-01 | 32   | L.A.Lakers | NBA  | 62  | 8   | 7.3  | 0.9 | 2.1 | .421 | 0.0 | 0.1 | .333 | 0.2 | 0.2 | .714  | 0.5   | 1.3    | 1.8 | 0.5  | 0.1 | 0.2 | 0.4 | 1.2 | 2.0 |
| 2001-02 | 33   | Milwaukee  | NBA  | 6   | 0   | 4.0  | 0.3 | 1.5 | .222 | 0.0 | 0.7 | .000 | 0.5 | 0.7 | .750  | 0.0   | 1.3    | 1.3 | 0.2  | 0.0 | 0.0 | 0.0 | 0.7 | 1.2 |
| 2002-03 | 34   | Toronto    | NBA  | 29  | 9   | 18.6 | 1.6 | 4.2 | .385 | 0.0 | 0.1 | .250 | 0.9 | 1.1 | .813  | 1.0   | 2.5    | 3.5 | 0.4  | 0.0 | 0.3 | 1.0 | 2.8 | 4.2 |
| Total   |      |            | NBA  | 656 | 95  | 12.2 | 1.6 | 3.6 | .440 | 0.0 | 0.1 | .225 | 0.6 | 0.9 | .748  | 0.8   | 1.8    | 2.6 | 0.5  | 0.1 | 0.3 | 0.7 | 1.9 | 3.9 |

### Playoffs
| Temp.   | Edad | Equipo     | Liga | P  | MIN | TCA | TC  | 3PA | 3P | TLA | TL | R.OF. | REB | ASIS | ROB | TAP | PER | FP  | PTS | %TC  | %3P  | %FT   | MIN  | PTS | REB | AST |
| 1992-93 | 24   | Atlanta    | NBA  | 1  | 5   | 1   | 3   | 0   | 0  | 3   | 4  | 0     | 1   | 0    | 0   | 0   | 0   | 0   | 5   | .333 |      | .750  | 5.0  | 5.0 | 1.0 | 0.0 |
| 1995-96 | 27   | Utah       | NBA  | 12 | 76  | 11  | 22  | 0   | 0  | 6   | 10 | 6     | 12  | 2    | 1   | 2   | 5   | 15  | 28  | .500 |      | .600  | 6.3  | 2.3 | 1.0 | 0.2 |
| 1996-97 | 28   | Utah       | NBA  | 20 | 309 | 28  | 72  | 2   | 8  | 26  | 30 | 15    | 56  | 11   | 4   | 7   | 11  | 53  | 84  | .389 | .250 | .867  | 15.5 | 4.2 | 2.8 | 0.6 |
| 1997-98 | 29   | Utah       | NBA  | 20 | 335 | 39  | 86  | 1   | 2  | 3   | 5  | 20    | 67  | 5    | 2   | 5   | 18  | 55  | 82  | .453 | .500 | .600  | 16.8 | 4.1 | 3.4 | 0.3 |
| 1998-99 | 30   | Utah       | NBA  | 8  | 70  | 8   | 19  | 0   | 0  | 0   | 0  | 1     | 8   | 1    | 1   | 0   | 3   | 11  | 16  | .421 |      |       | 8.8  | 2.0 | 1.0 | 0.1 |
| 1999-00 | 31   | Seattle    | NBA  | 5  | 68  | 7   | 19  | 2   | 5  | 2   | 2  | 1     | 11  | 1    | 0   | 1   | 3   | 14  | 18  | .368 | .400 | 1.000 | 13.6 | 3.6 | 2.2 | 0.2 |
| 2000-01 | 32   | L.A.Lakers | NBA  | 1  | 3   | 0   | 0   | 0   | 0  | 0   | 0  | 0     | 1   | 0    | 0   | 0   | 0   | 1   | 0   |      |      |       | 3.0  | 0.0 | 1.0 | 0.0 |
| Total   |      |            | NBA  | 67 | 866 | 94  | 221 | 5   | 15 | 40  | 51 | 43    | 156 | 20   | 8   | 15  | 40  | 149 | 233 | .425 | .333 | .784  | 12.9 | 3.5 | 2.3 | 0.3 |